# Antiphrae
Antiphrae (łac. Dioecesis Antiphrensis) – stolica historycznej diecezji w Cesarstwie Rzymskim (prowincja Libia Inferiore), współcześnie w Libii. Od początku XX w. katolickie biskupstwo tytularne (wakujące od 1965).

## Biskupi tytularni
| Lp. | Biskup                               | Funkcja                                                                                    | Od               | Do                   |
| --- | ------------------------------------ | ------------------------------------------------------------------------------------------ | ---------------- | -------------------- |
| 1   | Louis-Marie-Henri-Joseph Bigolet MEP | koadiutor wikariusza apostolskiego Zachodniego Tonkinu (Indochiny Francuskie)              | 27 czerwca 1911  | 23 maja 1923         |
| 2   | Louis-Nestor Renault MEP             | koadiutor wikariusza apostolskiego Południowego Syczuanu (później pod nazwą Suifu) (Chiny) | 29 kwietnia 1924 | 28 października 1943 |
| 3   | Pietro Ermenegildo Focaccia OFM      | wikariusz apostolski Yuci (Chiny)                                                          | 9 marca 1944     | 11 kwietnia 1946     |
| 4   | André Sorin MSC                      | wikariusz apostolski Port Moresby (Papua-Nowa Gwinea)                                      | 13 czerwca 1946  | 19 kwietnia 1959     |
| 5   | John Joseph Maguire                  | biskup pomocniczy Nowego Jorku (USA)                                                       | 16 maja 1959     | 15 września 1965     |